# Helmut Schreier
Helmut Schreier (* 8. Februar 1941 in Stuttgart) ist ein deutscher Erziehungswissenschaftler.

## Leben
Nach dem Abitur 1961 (Alte Klosterschule Bad Hersfeld), dem Staatsexamen 1964 an der Universität Gießen und der Promotion zum Dr. phil. 1977 an der Universität Kassel war er von 1979 bis 2006 Professor für Erziehungswissenschaft – Sachunterricht an der Universität Hamburg.
Seine Fachgebiete sind Philosophie mit Kindern, die Philosophie der Erziehung von John Dewey und Sachunterricht.

## Schriften (Auswahl)
- Bäume. Streifzüge durch eine unbekannte Welt. Berlin 2004, ISBN 978-3-86150-933-2.
- John Deweys demokratischer Glaube. Freiburg im Breisgau 2016, ISBN 3-938871-13-X.
- Urstromtal. Zu Hause im Auenland der Mittelelbe. Hamburg 2018, ISBN 3-96194-018-5.
- Die Bewohnbarkeit der Erde. Eine Bilanz der Umweltbildung. Bern 2020, ISBN 3-0355-1679-0.
- mit Hans-Helmut Poppendieck: Baumland. Was Bäume erzählen. Hamburg 2020, ISBN 3-96194-095-9.